# Rue Descombes
La rue Descombes est une voie du 17e arrondissement de Paris, en France.

## Situation et accès
La rue Descombes est une voie publique située dans le 17e arrondissement de Paris. Elle débute au 9, rue Guillaume-Tell et se termine au 145, avenue de Villiers.

## Origine du nom

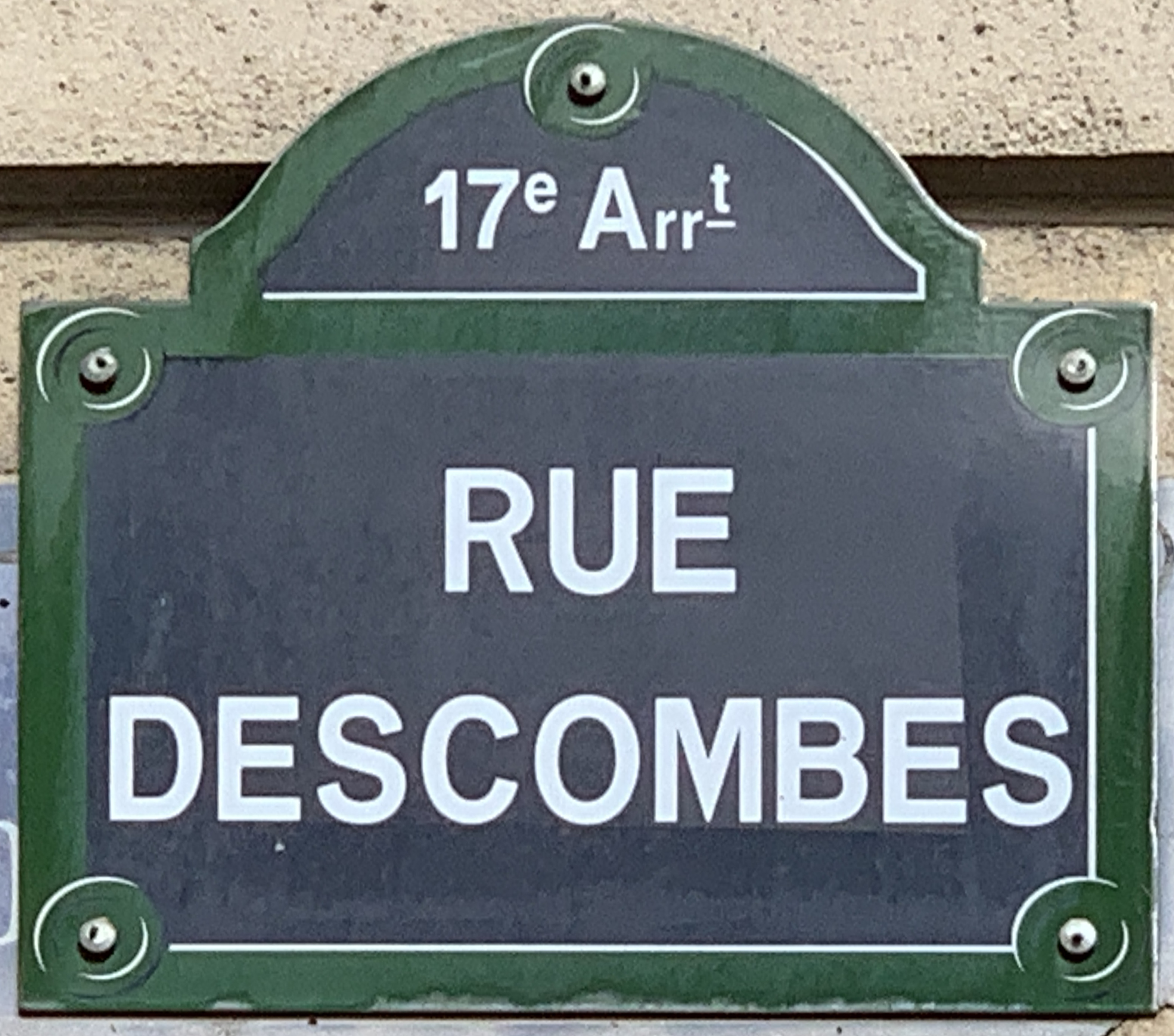
Plaque de la rue.

La rue tire son nom du propriétaire du terrain sur lequel la voie a été ouverte.

## Historique
Cette rue, qui était précédemment une voie de la commune de Neuilly, est classée dans la voirie parisienne par décret du 23 mai 1863.

## Bâtiments remarquables et lieux de mémoire
- No 9 : les cycles O. Lapize et La Française Diamant y avaient leur siège.
- No 29 : dernier domicile de Marguerite Jeanne Carpentier (1886-1965), artiste peintre française[1].